# Kanton Yutz
Yutz is een kanton in het Thionville van het Franse departement Moselle. Het kanton maakte tot 1 januari 2015 deel uit van het arrondissement Thionville-Est, sindsdien van het arrondissement Thionville. Het heeft een oppervlakte van 217.80 km² en telde 48.660 inwoners in 2017.

## Gemeenten
Het kanton Yutz omvatte tot 2014 de volgende 4 gemeenten:
- Illange
- Manom
- Terville
- Yutz (hoofdplaats)

Ingevolge de herindeling van de kantons bij decreet van 18 februari 2014, met uitwerking in maart 2015, omvat het kanton sindsdien volgende 24 gemeenten : 
- Basse-Rentgen
- Berg-sur-Moselle
- Beyren-lès-Sierck
- Boust
- Breistroff-la-Grande
- Cattenom
- Entrange
- Escherange
- Évrange
- Fixem
- Gavisse
- Hagen
- Hettange-Grande
- Illange
- Kanfen
- Manom
- Mondorff
- Puttelange-lès-Thionville
- Rodemack
- Roussy-le-Village
- Thionville (deels)
- Volmerange-les-Mines
- Yutz (hoofdplaats)
- Zoufftgen